# Aprendizaje basado en competencias
El aprendizaje basado en competencias es un modelo pedagógico en el proceso de enseñanza-aprendizaje enfocado en las competencias que adquiere el alumno, en sus necesidades y motivaciones específicas, potenciando su autonomía y responsabilidad, donde los alumnos deben ir al mismo ritmo en una misma asignatura junto al resto del grupo de su clase. Este modelo permite al estudiante reconocer las capacidades, la disposición, el ingenio o determinadas aptitudes yendo a su propio ritmo. El alumno cuenta generalmente con la ayuda del profesor que a su vez tiene un rol de tutor que acompaña al estudiante en la consecución de sus objetivos. Tanto alumno como profesor se unen siendo complementos, ya que el docente se asegura de que cada alumno tenga un total dominio de un aprendizaje específico para seguir avanzando.
Desde la perspectiva docente implica un cambio en la manera de planificar el aprendizaje. El alumno puede hacer las actividades en línea o presencialmente. Si pueden demostrar que han dominado habilidades o destrezas específicas a través de pruebas o algún tipo de evaluación de conocimientos previos, podrán avanzar al siguiente nivel sin tomar cursos. El aprendizaje basado en competencias se usa tanto para desarrollar habilidades prácticas y vocacionales, como para desarrollar habilidades más abstractas o académicas.
El proceso de enseñanza-aprendizaje basado en las competencias del alumno requiere un cambio profundo desde la manera de enseñar del docente hasta la evaluación.

## Definición
Se fundamenta en un sistema de enseñanza-aprendizaje que progresivamente va desarrollando la autonomía de los estudiantes y su capacidad de aprender a aprender. Es un enfoque pedagógico basado en la vinculación e interrelación de las materias que contribuyen aportando conocimientos científicos o técnicos y desarrollando competencias genéricas y específicas, en el que el alumnado es el verdadero motor de su aprendizaje, por lo que se necesita una dosis de automotivación y control de su esfuerzo, y desarrollo de estrategias cognitivas y metacognitivas que le ayuden al aprendizaje y a la reflexión sobre él.
Supone un mayor enriquecimiento de las metodologías de aprendizaje, un mayor seguimiento y tutoría de los estudiantes individuales y grupalmente y toda una gama de técnicas de evaluación de los aprendizajes. El profesorado modifica su papel en el proceso de enseñanza-aprendizaje y se concentra en las tareas de organización, seguimiento y evaluación del aprendizaje de los estudiantes. Por tanto, se caracteriza por su transversalidad, su dinamismo y su carácter integral. El proceso de enseñanza-aprendizaje competencial debe abordarse desde todas las áreas de conocimiento y por parte de las diversas instancias que conforman la comunidad educativa, tanto en los ámbitos formales como en los no formales e informales. Su dinamismo se refleja en que las competencias no se adquieren en un determinado momento y permanecen inalterables, sino que implican un proceso de desarrollo mediante el cual los individuos van adquiriendo mayores niveles de desempeño en el uso de las mismas.
Además, este aprendizaje implica una formación integral de las personas que, al finalizar la etapa académica, deben ser capaces de transferir aquellos conocimientos adquiridos a las nuevas instancias que aparezcan en la opción de vida que elijan. Así, podrán reorganizar su pensamiento y adquirir nuevos conocimientos, mejorar sus actuaciones y descubrir nuevas formas de acción y nuevas habilidades que les permitan ejecutar eficientemente las tareas, favoreciendo un aprendizaje a lo largo de toda la vida.
La propuesta de trabajar por competencias ha generado varios debates y muchos profesionales se han preguntado cuál es este nuevo paradigma de la educación. Se considera que el concepto de competencias implica la interactuación de saberes (saber saber), la generación de destrezas para resolver problemas y proponer alternativas (saber hacer), con una formación personal humanizadora y constructiva (saber ser) y con cierto código ético, axiológico y estético para relacionarse con otros (saber convivir). Así, se concluye que todos estos saberes conducen a un resultado esperado, concreto y evaluable gracias a los objetivos de formación dados en el currículo.

## Historia
El concepto de competencia especialmente usado en el mundo laboral se ha incorporado en el ámbito universitario como un promotor de modelos curriculares desde la década del 90 con diferentes nombres: formación por competencias, planes de estudio basados en el enfoque por competencias, propuestas educativas por competencias. Todos ellos han creado una opción alternativa de formación académica.
La Western Governors University tiene cerca de 40.000 estudiantes y es pionera en el aprendizaje basado en competencias. Sin embargo, con el apoyo reciente del Departamento Federal de Educación, el aprendizaje basado en competencias se ha desarrollado rápidamente en los Estados Unidos. La Southern New Hampshire Univeristy también hace uso intensivo del modelo pedagógico de aprendizaje basado en competencias por medio de su College of America, el cual ha sido diseñado de manera específica para la educación de adultos y de sus empleados en la Universidad del Norte de Arizona y Capella University.
En el Espacio Europeo de Educación Superior la declaración de Bolonia de 1999 produce un cambio en el ámbito universitario europeo e influyente en la educación superior a nivel mundial. Esta plantea una unificación de la educación superior durante la primera década del siglo XXI, transforma el rol de los docentes y pone a los estudiantes como foco de atención de su propio aprendizaje. Primeras universidades que empezaron a desarrollar planes experimentales como las universidades de Deusto, Autónoma de Barcelona, Autónoma de Madrid, que aplicaron un enfoque basado en créditos europeos. Esta experimentación fue muy importante para entender la complejidad del modelo, comprobar las principales dificultades que traía, la falta de formación del profesorado y del que todavía se sigue experimentando.
En Latinoamérica la Universidad de Talca fue pionera en la implantación del aprendizaje por competencias. El Aurora Institute es otra de las instituciones donde se aplica este modelo. Han ido trabajando durante años en el ámbito de la innovación educativa, suscitando la meditación y la indagación que permita transformar el sistema educativo tradicional hacia un nuevo sistema donde el alumno sea el eje central de la enseñanza.
Esta institución sin ánimo de lucro se encarga de recoger propuestas reales de aprendizaje basado en competencias por todo Estados Unidos, con el objetivo que sirvan de inspiración a otras instituciones.  Además, llevan años realizando un seguimiento de la situación estatal del aprendizaje basado en competencias, dentro del sistema educativo americano K-12, que nos aporta una visión global y resumida de la situación en el país.
El continente asiático destaca por su complejidad, está formado por países con sistemas y recursos educativos dispares y con enfoques muy variados. La UNESCO ha realizado estudios con ocho países asiáticos que han querido formar parte de pruebas piloto que buscan mejorar su sistema educativo y el desarrollo social basado en competencias transversales. Estos son Bután, Camboya, Hong Kong, Malasia, Mongolia, Nepal, Pakistán y Vietnam. Y en 2009 publicó un documento específico para las Regiones Asiáticas el cual ofrece herramientas contextualizadas en los países implicados para el aprendizaje basado de competencias transversales. La Oficina Regional de Educación de la UNESCO para Asia y el Pacífico, situada en Tailandia, actúa como secretaría de la Network of Education Quality monitoring in the Asia-Pacific (NEQMAP) desde 2013. Organismo que busca compartir experiencias y conocimiento entre países de la región. Y ayudarles así al desarrollo sostenible de sus sistemas educativos a largo plazo, para ello desarrollaron "NEQMAP Strategy 2020-2024".
El continente africano tampoco queda fuera en lo que respecta a la aplicación de estrategias que fomentan el aprendizaje basado en competencias. Existen referencias estudiadas y documentadas en la República Democrática del Congo, Gambia y Zambia.
Teniendo en cuenta las diferentes realidades educativas alrededor del mundo es la UNESCO quien plantea una estrategia global para intentar establecer pautas comunes. Realiza cada cuatro años una reunión mundial sobre educación en la que se marcan mecanismos de desarrollo globales. Todo ello dentro del marco mundial planteado por las Naciones Unidas basado en Objetivos de Desarrollo Sostenible (ODS). Y en la Declaración de Incheon realizada en 2015, en la cual se marcaron las estrategias educativas a seguir hasta 2030.

## Metodología
El aprendizaje basado en competencias (ABC) se lleva a cabo con metodologías activas, donde el alumno es considerado el centro del proceso de enseñanza-aprendizaje. El estudiante se responsabiliza del proceso entendiendo la utilidad y finalidad de lo que aprende. Por otro lado, el educador facilita el proceso, guiando, evaluando y apoyando al estudiante cuando y donde sea necesario. En definitiva, se abandonan las prácticas tradicionales con un esquema fijo, dando más importancia a la competencia del alumno, el conocimiento práctico y la información verdaderamente relevante para desarrollar una tarea concreta, esto beneficia al alumno y a la comunidad en la que se desempeñará el trabajo al ayudar al alumno a resolver problemas reales.
La aplicación en el aula del aprendizaje basado en competencias precisa de los siguientes principios pedagógicos que emanan de esta metodología:
1. La finalidad del centro educativo no es la mera transmisión de información sino propiciar el desarrollo de las competencias.
2. El objetivo principal de la enseñanza es que el alumnado sea capaz de construir y modificar sus estructuras mentales.
3. El aprendizaje exige la participación activa del estudiante en diferentes tareas como los procesos de búsqueda, reflexión, transmisión del conocimiento, experimentación, etc.
4. El desarrollo de las competencias debe relacionarse y aplicarse a contextos reales, así como elaborar actividades creativas e innovadoras.
5. La organización del espacio y del tiempo, en el contexto escolar, debe ser flexible y creativa en sus actividades.
6. El aprendizaje en situaciones de incertidumbre y en constante cambio, es un requisito indispensable para aprender a aprender.
7. Adecuación de entornos de aprendizaje diferenciados por el intercambio, adaptación y vivencia de diferentes culturas.
8. Activar la metacognición del estudiante, su capacidad de comprensión y reflexión del conocimiento.
9. Propiciar la cooperación entre iguales.
10. Ofrecer un ambiente cercano, libre y seguro.
11. Llevar a cabo una evaluación formativa del proceso de aprendizaje.
12. El docente debe tutorizar el aprendizaje del estudiante.

Las metodologías del aprendizaje basado en competencias se centran tanto en las habilidades, las actitudes y los conocimientos de los alumnos, potenciando por lo tanto el desarrollo de sus competencias.
Existen metodologías del aprendizaje que favorecen en mayor medida, como es el caso del aprendizaje basado en problemas, y el aprendizaje basado en proyectos. Estas metodologías se pueden definir como la organización de experiencias educativas establecidas de manera ordenada y encaminadas a impulsar el aprendizaje en los estudiantes.
Este modelo, siendo flexible necesita mucha preparación por parte del docente ya que se permite modificar y adaptar el curso según las necesidades del alumno.
Las competencias son fijadas por los docentes en función de la asignatura o campo de aplicación. En cualquier caso, hay que definir las competencias genéricas y específicas. En cuanto a la genéricas, se pueden mencionar; comunicación, gestión de la información, habilidades en las tecnologías de la información y comunicación (TIC), trabajo en equipo, ética, reconocimiento de la diversidad, gestión del tiempo responsabilidad o planificación. En cuanto a las competencias específicas, como su propio nombre indica, son las habilidades propias de cada profesión que consecuentemente permitirá a los futuros profesionales la incorporación al mercado laboral.
El aprendizaje basado en competencias requiere de nuevas metodologías y técnicas docentes, podríamos destacar las siguientes:
- Estudio de casos
- Aprendizaje cooperativo
- Aprendizaje basado en problemas
- Resolución de problemas
- Descubrimiento guiado
- Aprendizaje basado en proyectos
- Aprendizaje-servicio
- Método Phillips 66
- Método expositivo

Asimismo, cabe destacar el Modelo Integral de Transición Activa hacia la Autonomía (MITAA) que dirige al alumnado hacia la autorregulación de su propio aprendizaje, reduciendo la intervención magistral del docente e implicando al alumnado en la toma de decisiones, planificación y gestión del aprendizaje. Por lo tanto, el alumnado asume un rol activo dentro de un ambiente autónomo del trabajo.  Una de las ventajas de este modelo, radica en la individualización y adaptación del proceso de enseñanza-aprendizaje, partiendo de la implementación de una evaluación formativa y de carácter continuo que retroalimenta constantemente al alumnado.
En la teoría del aprendizaje experiencial se menciona que uno de los factores que favorece la adquisición de conocimientos son las de experiencias propias y sociales. En la siguiente imagen se representa el Ciclo de Kolb ilustrado con el aprendizaje basado en competencias.

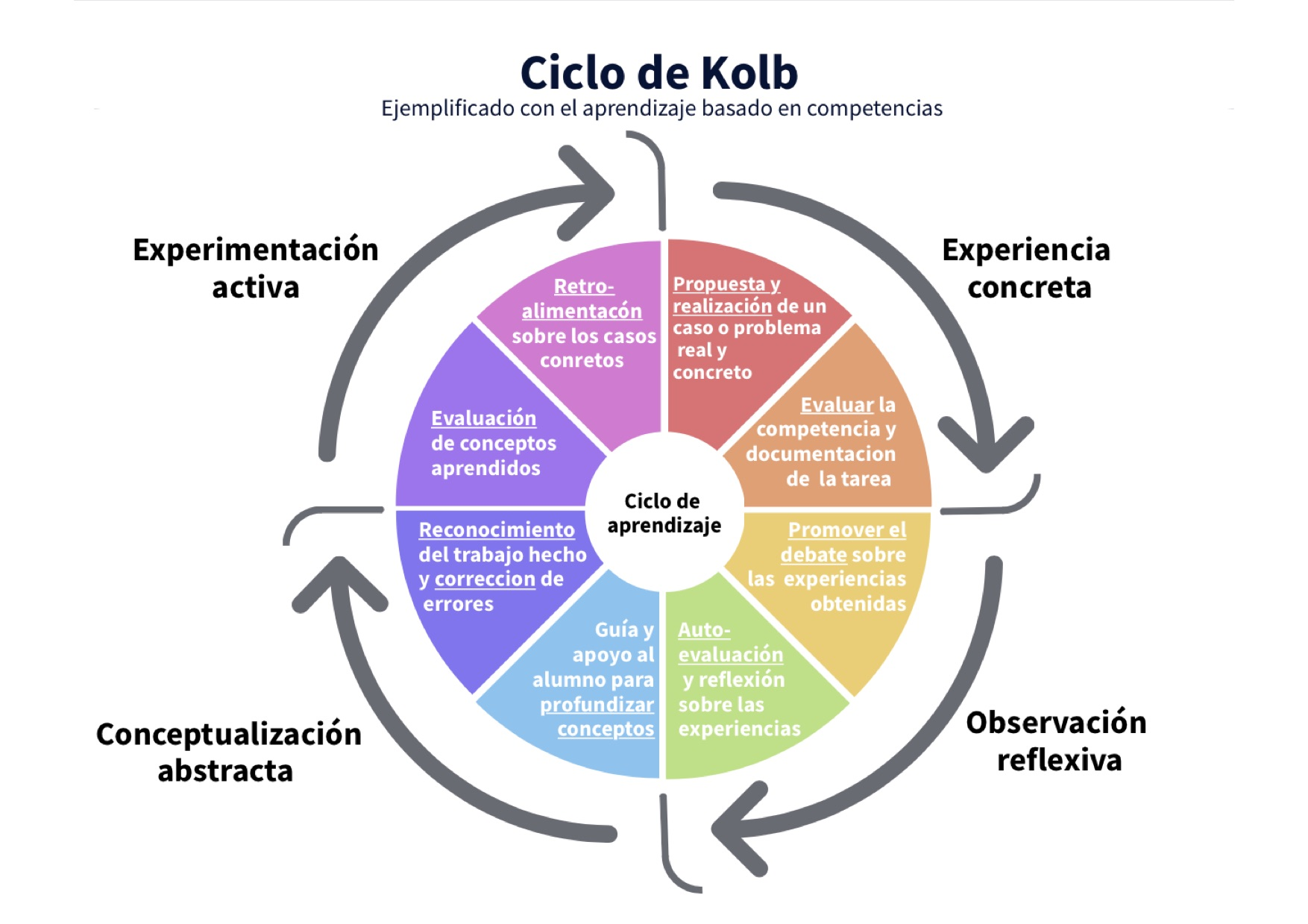
Ciclo de Kolb ilustrado con un ejemplo basado en el aprendizaje basado en competencias

## Las competencias a nivel legislativo
Las orientaciones de la Unión Europea a través del Consejo Europeo de Lisboa en el año 2000 hasta las Conclusiones del Consejo de 2009 sobre el Marco Estratégico para la cooperación europea en el ámbito de la educación y la formación («ET 2020»), inciden en la necesidad de que la ciudadanía adquiera unas competencias elementales para conseguir que cada persona alcance su total desarrollo personal, social y profesional, todo ello encaminado a que pueda responder las demandas del mundo globalizado en el que vivimos y haga posible el desarrollo económico, vinculado al conocimiento.
Siguiendo las recomendaciones de la Unión Europea, en España se incorporaron al sistema educativo no universitario las competencias clave con el nombre de competencias básicas. La Ley Orgánica 2/2006, de 3 de mayo, de Educación (LOE), introduce el término competencias básicas por primera vez en la normativa educativa. La Ley Orgánica 8/2013, de 9 de diciembre, para la Mejora de Calidad Educativa (LOMCE), va más allá al poner el énfasis en un modelo de currículo basado en competencias.
En la actual Ley Orgánica 3/2020 del 29 de diciembre por la que se modifica la Ley Orgánica 2/2006 del 3 de mayo de Educación, más conocida como LOMLOE, se profundiza en la transformación que se ha producido de la comprensión de la realidad con el uso generalizado de las tecnologías de información y comunicación en diversos ámbitos de la vida cotidiana y en la manera de comprometerse y participar en ella, en la construcción de la propia personalidad y aprender a lo largo de la vida, etc. Este cambio de paradigma demanda una comprensión integral del impacto personal y social de la tecnología, hecho que es necesario desarrollar tanto en la competencia digital del alumnado como en la competencia digital docente. Por consiguiente, se hace indispensable que el sistema educativo responda a esta realidad social e incluya un enfoque de la competencia digital más moderno y amplio, acorde con las recomendaciones europeas relativas a las competencias clave para el aprendizaje permanente.

## Características
El aprendizaje basado en competencias se fundamenta en un sistema de enseñanza y aprendizaje que progresivamente va desarrollando la autonomía de los estudiantes y su capacidad de aprender a aprender.
En este proceso de enseñanza-aprendizaje el alumno es el actor principal, trabajando de forma activa. Por tanto, el propio alumno usará su propio estilo y estrategias de aprendizaje para alcanzar las competencias.
El desarrollo de las competencias se producirá con base en una triple dimensión: conocimiento, habilidades y actitudes. Los conocimientos pueden ser entendidos los contenidos curriculares, más relacionada con la teoría. Las habilidades son las aptitudes a desarrollar en el alumnado durante el aprendizaje, pudiendo considerarlas como la parte práctica. Las actitudes serían las acciones que contemplan los otros dos vértices: conocimiento y habilidades. Una actitud puede ser una habilidad y varios conocimientos aplicados, así como un conocimiento puede ser aplicado en varias habilidades.
Es un enfoque pedagógico basado en la vinculación e interrelación de las materias que contribuyen aportando conocimientos científicos o técnicos y desarrollando competencias genéricas y específicas, en el que el alumnado es el verdadero motor de su aprendizaje, por lo que se necesita una dosis de automotivación y control de su esfuerzo, y desarrollo de estrategias cognitivas y metacognitivas que le ayuden al aprendizaje y a la reflexión sobre él.
El ABC supone un mayor enriquecimiento de las metodologías de aprendizaje, un mayor seguimiento y tutoría de los estudiantes individuales y grupalmente y toda una gama de técnicas de evaluación de los aprendizajes. El profesorado modifica su papel en el proceso de enseñanza-aprendizaje y se concentra en las tareas de organización, seguimiento y evaluación del aprendizaje de los estudiantes.
Por tanto, el ABC se caracteriza por su transversalidad, su dinamismo y su carácter integral. El proceso de enseñanza-aprendizaje competencial debe abordarse desde todas las áreas de conocimiento y por parte de las diversas instancias que conforman la comunidad educativa, tanto en los ámbitos formales como en los no formales e informales. Su dinamismo se refleja en que las competencias no se adquieren en un determinado momento y permanecen inalterables, sino que implican un proceso de desarrollo mediante el cual los individuos van adquiriendo mayores niveles de desempeño en el uso de las mismas.
Además, este aprendizaje implica una formación integral de las personas que, al finalizar la etapa académica, deben ser capaces de transferir aquellos conocimientos adquiridos a las nuevas instancias que aparezcan en la opción de vida que elijan. Así, podrán reorganizar su pensamiento y adquirir nuevos conocimientos, mejorar sus actuaciones y descubrir nuevas formas de acción y nuevas habilidades que les permitan ejecutar eficientemente las tareas, favoreciendo un aprendizaje a lo largo de toda la vida.

## Elementos
El aprendizaje basado en competencias está formado por varios elementos:
- Los discentes tienen la responsabilidad de ser los que tomen sus propias decisiones diarias en cuanto a las vivencias de aprendizaje, en cuanto al cómo llevarán a cabo y pondrán en práctica los conocimientos y cómo demostrarán ese aprendizaje adquirido.
- El sistema de evaluación es una vivencia muy significativa del aprendizaje y muy efectiva para los estudiantes, a quienes aporta el convencimiento necesario, destacado y perseguible.
- Los discentes obtienen soporte específico y necesario de acuerdo a sus necesidades de aprendizaje particulares.
- El avance de los discentes no está centrado en cuánto tiempo pasan sentados en su pupitre, sino en las destrezas que dominan.
- Los discentes tienen un aprendizaje activo, haciendo uso de diversas vías y medidas.
- Los procedimientos para garantizar la igualdad entre estudiantes están inmersos en el saber, la forma y la enseñanza que tanto las escuelas como los sistemas educativos pongan en práctica.
- Los intereses comunes y precisos para llevar a cabo el aprendizaje (intelecto, capacidades y destrezas) son claros, específicos, mesurables y transmisibles.

## Objetivo
El objetivo de un aprendizaje basado en competencias es crear personas preparadas para los desafíos del futuro; facultar a los estudiantes con intelecto y destrezas en diferentes ámbitos de estudio, en una planificación educativa flexible y a la medida de cada discente.
La educación basada en competencias (CBE por sus siglas en inglés) o aprendizaje basado en competencias focaliza sus objetivos en apoyar a los estudiantes para lograr el dominio de sus habilidades y competencias, brindándoles los instrumentos pedagógicos necesarios, con una práctica significativa que va más allá de la memorización.
En otras palabras, lo  que  pretende  la  formación  por  competencias  es  que  los estudiantes desarrollen  capacidades  amplias,  que  les  permitan tanto  aprender  como  desaprender durante  su vida, desarrollando la habilidad de adaptarse a situaciones cambiantes.
Asimismo, para que el estudiante lleve a cabo el aprendizaje a través del desarrollo de las competencias, es necesario que el docente tenga en cuenta los siguientes requisitos:
1. Indicar, de forma clara y concisa, en qué consiste la competencia que se pretende desarrollar y evaluar.
2. Detallar cuál es el objetivo que se pretende alcanzar en cada actividad.
3. Especificar las características y el contexto en las que se van a realizar las actividades, así como las herramientas a utilizar.
4. Establecer el tiempo máximo en el que se va a realizar la actividad.
5. Indicar y facilitar los materiales o recursos necesarios.
6. Seleccionar la estrategia más adecuada para poner en marcha la actividad prevista.
7. Establecer los indicadores o estándares que permitan evaluar el desarrollo de la competencia.

## Modelo de Western Governors
Existen diferentes modelos de aplicación, pero el modelo de la Western Governors University es el que mejor describe los principales pasos. La mayoría de los programas basados en competencias desarrollan primero un encuentro entre empleadores y educadores para determinar las habilidades requeridas, al menos las de los niveles superiores. En Western Governors University, el consejo universitario define un conjunto de competencias de alto nivel para cada programa, y luego un equipo compuesto por un grupo de expertos en la materia selecciona diez habilidades de alto nivel de un programa específico y luego las descompone en 30 habilidades más específicas, y aprende en línea sobre estas habilidades. El plan de estudios se desarrolla para dominar cada competencia. La capacidad depende de los conocimientos que los estudiantes deben comprender en su trabajo o práctica profesional.
Los cursos deben ser diseñados por expertos disciplinares seleccionando contenidos en línea existentes de terceros; recursos como libros electrónicos, libros de texto electrónicos y cada vez es más recurrente el uso de recursos educativos abiertos. Los cursos no suelen ser optativos, sino predeterminados. Los estudiantes se matriculan por el tiempo que deseen formarse y trabajan sobre cada competencia a su propio ritmo.
Estos son algunos de los puntos clave para que un programa de aprendizaje basado en competencias sea exitoso:
1. Asignar un mentor, guía o consultor: al conocer al alumno en el momento de la admisión, esta persona puede jugar un papel fundamental, así mismo su apoyo es importante para orientar, planificar y determinar el proceso de aprendizaje académico que asegure el éxito del estudio.
2. Plan de estudios personalizado: los estudiantes trabajan a su propio ritmo: el programa aprendizaje basado en competencias permite a los estudiantes demostrar y probar su experiencia laboral en el mundo real.
3. Evaluación planificada, programática y objetiva: cuando los estudiantes hayan demostrado el conocimiento y las habilidades requeridas para cada habilidad a lo largo del proceso, el proceso será consistente con los objetivos del curso.
4. Los profesores también se benefician de un modelo aprendizaje basado en competencias bien planificado, liberándolos de las cargas de gestión o dedicando más tiempo a desarrollar estrategias de cursos innovadoras.
5. Pedagogía basada en competencias: al utilizar el modelo de entrega de aprendizaje basado en competencias, puede redistribuir las responsabilidades de la enseñanza y el aprendizaje a través de la planificación en lugar de agregar múltiples responsabilidades a los maestros. En otras palabras, esto revalúa el modelo de aprendizaje tradicional.

La Western Governors University realiza una evaluación por medio de proyectos y trabajos de corrección automática de acuerdo a rúbricas. Estas evaluaciones se realizan de manera virtual y en caso de que lo requiera se hace una evaluación presencial. Se asignan evaluadores expertos que califican los trabajos como aprobado o no aprobado. En caso de no aprobado, el evaluador indica en que área no se alcanzó el dominio de la competencia, así los estudiantes tienen la oportunidad de realizar la evaluación nuevamente si es necesario. Los exámenes son supervisados por la Western Governors University a través de monitoreo por vídeo con tecnología de reconocimiento facial.  En áreas como la enseñanza y la salud las evaluaciones o las prácticas son evaluadas in situ por expertos en el área.
Es necesario destacar que las competencias se muestran mediante acciones en diferentes situaciones o contextos. Por tanto, se deben convertir en resultados observables de conducta y para poder evaluarlas, es imprescindible la observación y comparación. Por otra parte, para poder comprobar el grado de adquisición, es necesario elaborar instrumentos de evaluación que permitan obtener evidencias. Esto se podrá comprobar mediante la utilización de rúbricas dónde se establezcan diferentes apartados con indicadores de logro.

## Fortalezas y debilidades
Según el Observatorio de innovación Educativa el ABC aporta diversos beneficios para el alumnado, entre ellos podemos encontrar:
- Prestar atención a las carencias sociales y a las del mundo laboral.
- Identificar nociones anteriores.
- Facilidad y tolerancia.
- Autonomía de la enseñanza.
- Enseñanza completa y cruzada.
- Claridad en las habilidades que poseen los estudiantes.
- Aumento de nuevas aptitudes educativas.

Es por ello que el aprendizaje basado en competencias contribuye al desarrollo integrado de los estudiantes. Por otra parte, la orientación hacia los resultados de este modelo, permite lograr mejores rendimientos. Además, las competencias adquiridas pueden ser directamente aplicadas en el ámbito laboral.
Una de las críticas que frecuentemente se le hacen al aprendizaje basado en competencias es que puede contribuir a un aprendizaje mercantilista, por ser un modelo dependiente de la empresa. El aprendizaje basado en competencias precisa determinar el ambiente donde se aprende ya que el fallo no es una preferencia. Otro de los aspectos donde presentan retos es en la necesidad de formación del profesorado y la mejora de su pedagogía, habilidades docentes y digitales.
El aprendizaje basado en competencias requiere un gran despliegue técnico, al igual que recursos los cuales deben estar listos y a la disposición de los estudiantes. Y eso sin nombrar el recurso humano como los son los mentores y tutores que pueden guiarlos, apoyarlos para desarrollar la investigación de las temáticas en su proceso de aprendizaje. Adoptar este método requiere un alejamiento significativo del modelo tradicional, y requiere el desarrollo de nuevos procesos y sistemas que muchas instituciones no tienen.

## Importancia de la formación basada en competencias
Los tres componentes que desarrollan la importancia de la formación basada en competencias son:
- No implican únicamente un conocimiento  conceptual, las competencias están relacionadas con un conocimiento procedimental y actitudinal. Desde esta concepción entendemos que ser competente va más allá de la suma de los conocimientos que se posee y requiere también saber seleccionar dicho conocimiento en un contexto concreto según la situación en la que nos encontramos.
- A pesar de que puedan vincularse a ciertos rasgos de personalidad, las competencias pueden aprenderse y desarrollarse mediante la formación. Para que las competencias desarrolladas puedan utilizarse en diferentes contextos y momentos deben ser permanentemente actualizadas.
- Las competencias requieren no solo de la práctica sino también de la reflexión de esa práctica, dejando a un lado las respuestas automatizadas a la resolución de problemas.

## Evaluación
En la evaluación de las competencias se necesita utilizar diferentes técnicas en función de lo que se quiera evaluar, como pueden ser el conocimiento, la actitud o la adquisición de competencias.
Durante la evaluación por competencias, debemos tener en cuenta varias aspectos para dar respuesta al cómo evaluar y a las herramientas usadas para la evaluación.
- Se necesita realizar una evaluación directa.[3]
- Se necesita evaluar mediante diferentes herramientas que confirmen la adquisición de las competencias.[3]
- Se necesita que la evaluación se realice de forma integral, es decir, flexible, ya que depende de diferentes puntos a comprobar.[3]

Durante la evaluación es importante tener en cuenta los criterios de calificación, en los que debe definir el nivel adquirido durante la realización de la actividad, es decir, realizar una rúbrica donde nos indique el grado que ha alcanzado durante la realización de la actividad. Otro de los elementos fundamentales a tener en cuenta son los criterios de desempeño, que son primordiales para la realización de la actividad.
También es relevante considerar otros aspectos:
- Es necesario disponer de datos que corroboren su dominio , pues han de fijarse en otros temas más allá de la competencia.
- Esta evaluación trata a la práctica como una parte fundamental en el proceso de enseñanza-aprendizaje.
- El alumno planifica su propio aprendizaje y es el propio guía en este proceso.
- Cobran importancia los resultados en la evaluación.
- Se centra en el aprendizaje individualizado de cada alumno.
- No se mide por calificación numérica.
- No existe una comparativa entre los alumnos, y por tanto los resultados se van a centrar entre si es o no es competente teniendo en cuenta la actitud y los conocimientos necesarios.

Los procesos de evaluación deben realizarse de forma paralela ya que de esta forma los resultados que se obtengan permitirán una retroalimentación que beneficia los procesos de enseñanza y aprendizaje.
Lo fundamental de la evaluación es que exista relación entre lo que se va a evaluar y el método que se ha utilizado para ello. Además, evaluar las competencias genéricas es fundamental en el proceso de aprendizaje. La evaluación por competencias es un método en constante evolución en el que el alumno aprende porque existe un guía, (maestro) que le proporciona las estrategias necesarias para la adquisición de sus conocimientos.
La evaluación es un proceso sistemático mediante el cual se obtienen datos, que en el proceso educativo se realiza desde el inicio, ya que ofrece información continua y significativa sobre el modo en que se produce el proceso de enseñanza-aprendizaje, lo que permite valorar los resultados, y tomar las decisiones más adecuadas para poder mejorar la calidad educativa de manera progresiva. En el aprendizaje basado en competencias, la evaluación debe de ser una oportunidad de aprendizaje y se debe utilizar para promover las competencias en todo el alumnado, no para seleccionar a quienes ya las poseen. Es decir, debe ser una evaluación formativa, que sea a la vez el efecto y la causa de los aprendizajes. En este sentido, la evaluación cobra gran importancia, pues para que el diseño formativo sea válido, la evaluación debe ser coherente con los objetivos de enseñanza pero también con las competencias a desarrollar. Es decir, para que la evaluación sea eficaz, tiene que estar integrada en el diseño formativo, interrelacionarse con la planificación y el desarrollo de todo el proceso de enseñanza-aprendizaje.
A la hora de evaluar se deben tener en cuenta todas estas características, y basándose en ello crear los instrumentos de evaluación más adecuados en cada proceso de enseñanza-aprendizaje.
Los criterios de evaluación son el referente para la valoración del proceso de enseñanza-aprendizaje, ya que indican el nivel de logro de las competencias y objetivos. Cada criterio de evaluación debe estar bien definido, ser concreto, claro y especificar o describir detalladamente cuándo se considera que un alumno ha alcanzado el aprendizaje esperado.
Un ejemplo de evaluación por competencias es la evaluación alternativa o auténtica, que intenta averiguar no solo qué sabe el alumno, sino qué es capaz de hacer, y la actitud que asume en ese hacer, utilizando múltiples procedimientos y técnicas, diferentes. Es decir, evaluar cómo de competente es un alumno. Este enfoque convierte a la evaluación en un principio de reflexión para la mejora de la práctica docente y para el progreso del alumno. Este modelo de evaluación implica a todos los agentes de la comunidad educativa, y dependiendo de la forma en que se relacionan estos agentes podemos encontrar tres tipos de evaluación:
1. La autoevaluación consiste en que el alumno se evalúa a sí mismo. De esta manera, valora su actitud, su esfuerzo,sus capacidades o habilidades, los objetivos que ha superado, etc. Los alumnos son capaces de valorar su labor y el grado de satisfacción que les produce y les permite tomar conciencia de su propio aprendizaje y son capaces de conocer sus capacidades y también sus limitaciones. Para que la autoevaluación sea correcta y objetiva, se debe proporcionar a los alumnos los indicadores y aspectos que deben evaluar, para que puedan observar, examinar su trabajo continuo y, así, llegar a conclusiones válidas al final del proceso.
2. La coevaluación consiste en la evaluación entre iguales. Después de trabajar en grupo, cada alumno valora lo que le ha parecido más interesante de los demás. Es decir, los alumnos se evalúan entre ellos, valorando diferentes aspectos de cada integrante del grupo, como la actitud, el grado de implicación, etc, lo que fomenta la participación y la motivación.
3. La heteroevaluación: es la evaluación que realiza una persona sobre el trabajo,actuación, rendimiento, etc. de otra. Es la evaluación que habitualmente realiza el docente con los alumnos. Sin embargo, en este tipo de evaluación también se pueden incluir los demás agentes como las familias, el profesorado que imparte otras materias, profesorado de otros centros u otros agentes externos.